# Trairi
Trairí is een gemeente in de Braziliaanse deelstaat Ceará. De gemeente telt 51.386 inwoners (schatting 2009).
De gemeente grenst aan de Atlantische Oceaan, Paraipaba, São Gonçalo do Amarante, São Luís do Curu, Tururu, Umirim en Itapipoca.